# Faka
Faka is een Duits historisch merk van scooters.
De bedrijfsnaam was: Fahrzeugfabrik Kannenberg, Salzgitter-Bad.
Faka bouwde van 1953 tot 1956 volledig omsloten scooters met 147-, 174- en 197 cc ILO-motoren. Volgens sommige bronnen produceerde men vanaf 1953 hier ook de Walba-scooters, maar deze fabriek stond in Reutlingen. Wel kocht Faka in 1951 het ontwerp van de voorwiel-aangedreven Troll-scooters.
Bekend is dat zowel de Faka- als de Walba-scooters door de bekende industrieel ontwerper Louis Lepoix waren ontworpen.